# Gnamptogenys exarata
Gnamptogenys exarata är en myrart som först beskrevs av Carlo Emery 1901.  Gnamptogenys exarata ingår i släktet Gnamptogenys och familjen myror. Inga underarter finns listade i Catalogue of Life.